# 縒
| ウィキペディアには「縒」という見出しの百科事典記事はありません（タイトルに「縒」を含むページの一覧/「縒」で始まるページの一覧）。 代わりにウィクショナリーのページ「縒」が役に立つかもしれません。 |